# Karin Slaughter

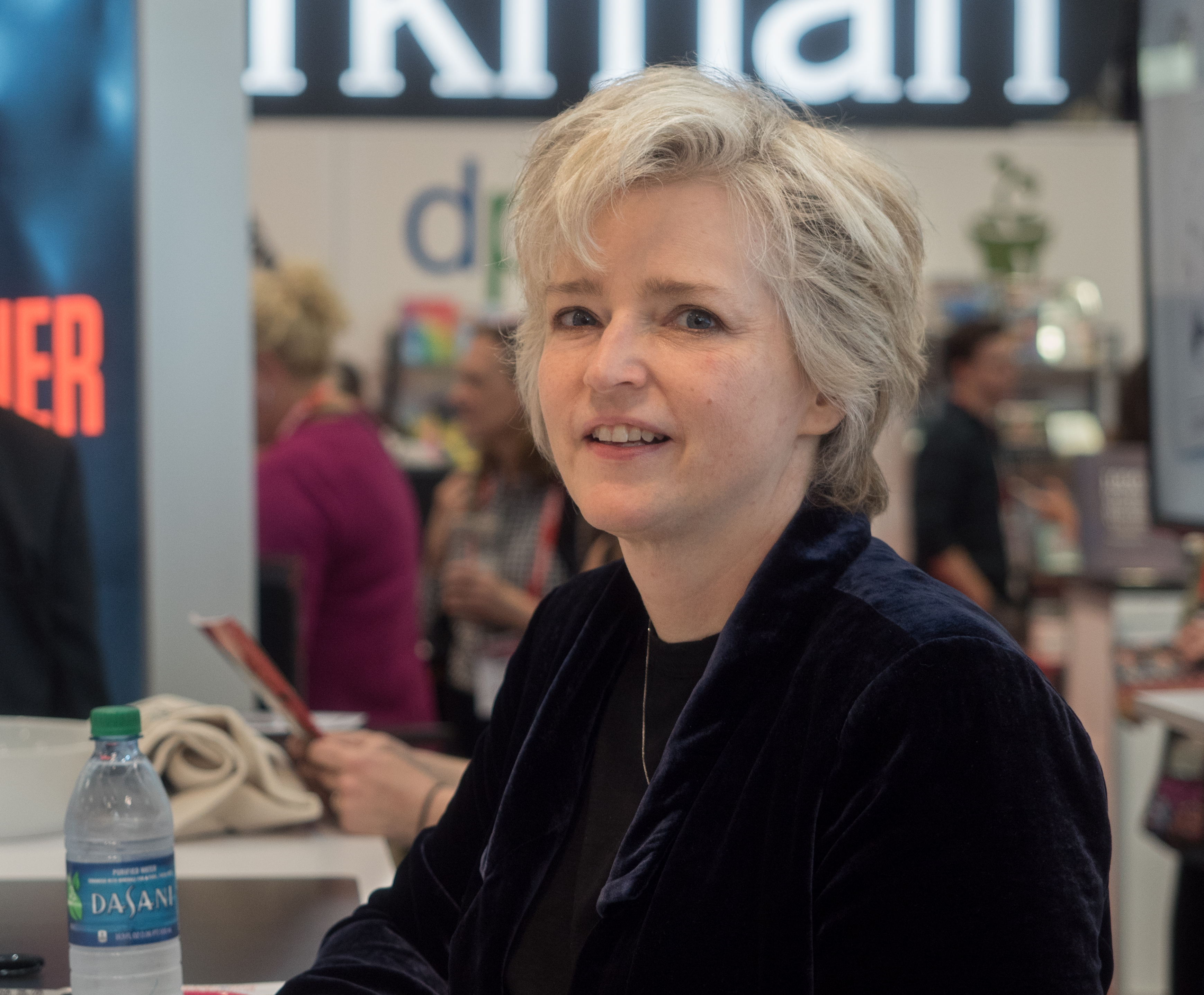
Karin Slaughter

Karin Slaughter (* 6. ledna 1971, Covington) je americká spisovatelka, jedna z nejúspěšnějších soudobých autorek v oblasti kriminálního thrilleru. Její knihy získaly řadu prestižních ocenění a byly přeloženy do 27 jazyků.

## Knihy
Série Grant County
- Blindsighted (2001), česky vyšlo jako Zběsilost
- Kisscut (2002), česky vyšlo jako Smrtící polibek
- A Faint Cold Fear (2003), česky vyšlo jako Mrazivý strach
- Indelible (2004), česky vyšlo jako Stigma
- Faithless, (2005), česky vyšlo jako Bez víry
- Beyond Reach (2007), Skin Privilege (UK title), česky vyšlo jako Pavučina

Série Will Trent
- Triptych (2006), česky vyšlo jako Triptych
- Fractured (2008), česky vyšlo jako Nic nebude jako dřív
- Undone (2009), Genesis (UK/Australia title), česky vyšlo jako Genesis
- Broken (2010), česky vyšlo jako Hřbitov nadějí
- Fallen (2011), česky vyšlo jako Podlost
- Snatched (2012, ebook novella)
- Criminal (2012), česky vyšlo jako Kriminálník
- Busted (2013, ebook novella)
- Unseen (2013), česky vyšlo jako Démoni
- The Kept Woman (2016), česky vyšlo jako Druhá oběť
- The Last Widow (2019), česky vyšlo jako Poslední vdova
- The Silent Wife (2020), česky vyšlo jako Mlčící žena
- Cleaning the Gold (2019), česky vyšlo jako Čisté zlato – s Lee Childem

Ostatní knihy
- Like A Charm (2004; editor)
- Martin Misunderstood (2008)
- Thorn in My Side (2011; ebook novella)
- Cop Town (2014)
- Blonde Hair, Blue Eyes (2015) (novella) (prequel to Pretty Girls)
- Pretty Girls (2015), česky vyšlo jako Krásný holky
- Last Breath (2017) (novella) (prequel to The Good Daughter)
- The Good Daughter (2017), česky vyšlo jako Hodná dcera
- Pieces of Her (2018)
- False Witness (2021)